# Phil Olsen
Phil Olsen (eigentlich Philip Olsen; * 31. Januar 1957 in Nanaimo; † 15. März 2020 ebenda) war ein kanadischer Speerwerfer.
1975 wurde er Fünfter bei den Panamerikanischen Spielen in Mexiko-Stadt, 1976 Elfter bei den Olympischen Spielen in Montreal, wobei er in der Qualifikation seine  persönliche Bestleistung von 87,76 m aufstellte, und 1978 siegte er bei den Commonwealth Games in Edmonton.
Bei den Panamerikanischen Spielen 1979 in San Juan und bei den Commonwealth Games 1982 in Brisbane wurde er jeweils Vierter und bei den Panamerikanischen Spielen 1983 in Caracas Siebter.
Sechsmal wurde er Kanadischer Meister (1973–1976, 1982, 1983). 1976 wurde er für die University of Tennessee startend NCAA-Meister.